# 시스플라틴
시스플라틴(cisplatin)은 암 치료에 널리 사용되는 항암제 가운데 하나로, 백금 원자에 2개의 염소와 암모니아가 배위된 화합물이다.(시스-다이암민다이클로로백금(II)[Pt(NH3)2Cl2]) 특히 고환 종양에 효과가 있으며, 주로 빈블라스틴과 함께 사용하기도 하는데 독소루비신과 함께 사용하면 난소, 방광, 머리, 목의 종양에도 효과가 있다. 이처럼 시스플라틴은 많은 암에 유효성을 띄는 뛰어난 항암제이지만 불행히도 신장의 심각한 손상을 입히는 등의 여러 가지 부작용을 나타낸다.
시스플라틴은 암세포의 재생산 능력을 DNA의 배열 변화에 의하여 저지함으로써 항암 작용을 나타낸다. 즉, 암세포는 세포 분열을 억제하지 못하여 계속적으로 증식이 일어나는 특징을 보이는데, 시스플라틴이 세포분열을 억제하기 때문에 암세포의 증식을 막아 더 이상 암이 진행되지 못하게 막을 수 있다는 뜻이다. 어떤 경우에는 시스플라틴이 암세포의 증식을 저지하는 것뿐만 아니라 이미 존재하고 있는 암세포의 크기까지 감소시킨다.
그러나 시스플라틴은 그 자체가 국제 암 연구소에 의하여 2A등급 발암물질로 분류된 바 있다.

## 세포 분열 억제 메커니즘
우선 시스플라틴이 유전 암호를 내포한 분자, DNA(deoxyribonucleic acid)와 킬레이트 고리를 형성한다. 하지만 세포 분열 과정에 시스플라틴이 첨가되면, 시스플라틴의 두 개의 Cl이 DNA에서 같은 줄에 인접한 두 염기구아닌(guanine)의 질소 원자에 의하여 치환되면서 시스플라틴과 DNA가 교차 결합을 형성하게 된다. DNA의 구조적 특성상(이중 나선 구조), 시스플라틴과 결합한 자리는 구부러진 모양을 하게 되는데(33˚휘어짐) 과학자들은 이러한 구조적 찌그러짐이 복제를 어렵게 한다고 믿고 있다. 이는 구조적 찌그러짐이 DNA 이중 나선이 두 개의 단일 나선으로 분리되는 것을 막는데, 세포분열을 위해 필요한 효소를 합성하기 위해서는 반드시 DNA 이중나선이 두 개의 단일 나선으로 분리되어야 하기 때문이다. 시스플라틴의 두 Cl원자가 같은 쪽에 있어야 Cl 원자와 DNA가 결합이 가능하므로 시스플라틴의 트랜스 이성질체는 항암제로 전혀 효과가 없다.

## 시스플라틴의 발견
1964년 생물리학자 로젠버그(Barnett Rosenberg)와 그의 연구팀이 미국 미시간 주립 대학교에서 박테리아 성장에 미치는 전기장의 영향을 연구하던 중, 두 개의 백금 전극 사이에 박테리아균을 놓고 전류를 통과시켰더니 박테리아의 세포 분열이 멈추는 것을 발견하였다. 박테리아균으로부터 추출한 백금 금속을 함유하는 물질이 세포 분열을 중단시켰다는 것을 안 로젠버그와 그의 연구팀은 전기 분해 과정을 통하여 이 물질에 암모니아(NH3)와 Cl-이온을 첨가한 여러 백금 화합물을 합성하였다. 이 중 가장 효과적인 화합물이 바로 시스플라틴이다.

## 참고 문헌
- Raymond Chang, 《레이먼드 창의 일반화학》(제 10판), 서울:사이플러스, p.920, 2010